# 康乃爾鳥類學實驗室
康乃爾大學鳥類學實驗室位於纽约州伊萨卡，是康乃爾大學研究鳥類學和其他野生生物的成員支援單位。位在薩普薩克森林保護區（Sapsucker Woods Sanctuary）伊莫金約翰遜鳥類和生物多樣性研究院中心（Imogene Powers Johnson Center）。約有250名科學家、教授、教職員與學生致力於各種實驗，透過研究、教育和公民科學來講解與保育地球的鳥類生物多樣性。康乃爾研究室在康乃爾大學出版社發行季刊《Living Bird》，並管理許多公民科學的企劃和網站，例如eBird和曾獲得威比獎的All About Birds等網站。

## 歷史
康乃爾鳥類學實驗室由亞瑟·艾倫（Arthur A."Doc" Allen）創立，他在1915年於康乃爾大學建立了美國第一個鳥類學研究課程。一開始鳥類學實驗室設在康乃爾大學的昆蟲學和湖沼學部門裡面。
愛好觀鳥的商人萊曼·斯圖爾特（Lyman Stuart）於1954年購買、捐贈土地作為鳥類保護區。斯圖爾特在1957年提供了第一個實驗室大樓的建設資金。創辦人亞瑟·艾倫與他的同事路易·艾加席茲·弗埃爾特、詹姆斯·古塞爾（James Gutsell）、弗朗西絲·哈波發現了這個地區第一隻黃腹吸汁啄木鳥，將該地區命名為薩普薩克樹林（Sapsucker Woods，Sapsucker為北美分布一種啄木鳥屬的俗名），並將此鳥做為鳥類學實驗室標誌的一部分。
現在的鳥類學實驗室位在薩普薩克森林保護區伊莫金約翰遜鳥類和生物多樣性研究院中心，該中心於2003年夏季開放。

## 建築與環境
啄木鳥樹林保護區佔地226英畝（0.91平方），包含6公里圍繞啄木鳥池塘（Sapsucker Pond）供旅客使用的木棧道，木棧道直通濕地和森林。這邊的禁獵區紀錄超過兩百個物種，每年大約有5萬5千名遊客造訪康乃爾鳥類學實驗室的森林和公共空間。
遊客中心的天文台有30英尺（9.1）的窗牆、壁爐、座位和望遠鏡。巴特爾斯劇場（Bartels Theater）播放鳥類和生態相關的高畫質電影。有一個錄音室撥放一些鳥類和動物的聲音教導遊客。在天文台的牆壁上還有兩幅巨大的壁畫，其中一幅由詹姆斯·普羅塞克（James Prosek）繪製，上面有鳥類的編號和原生棲息地，遊客可以嘗試辨認圖案上的鳥類剪影，另一幅由Ink Dwell工作室的珍妮·金繪製百萬年來鳥類自恐龍演化而來的過程，也展現出一些已滅絕的物種。在天文台還有瑪雅·林的「Sound Ring」播放在世界各棲息地的音景。其他的景點包含薩普薩克禮品店的Wild Birds Unlimited、路易斯·阿加西·利瓦繪製的野生動物壁畫、包含歷史與現今的鳥類學文獻與大量的專著與期刊的阿德爾森（Adelson）圖書館。

## 組織
康乃爾鳥類學實驗室是康乃爾大學的管理單位，由康乃爾理事會任命30人的獨立委員會。截至2010財年，實驗室的年度預算為2050萬美元，收入為2190萬美元。具有18名高級職員，其中8名由康乃爾大學教授擔任。

## 公民科學
收集日常觀鳥數據用於科學用途是康乃爾鳥類學實驗室的特色，所有年齡、職業和技術程度的觀鳥者都有可以幫助數據的收集，獲得關於鳥類分布與數量程度的描述，大約有20萬人參加了這個實驗室的項目。eBird數據庫紀錄了全球來自200個國家8650種物種的物種觀測資料。
公民科學的觀測結果有助於紀錄物種數量的下降、物種的發現範圍擴大、鳥類疾病的傳播。觀鳥者的意見有助於康乃爾鳥類學實驗室研究關於城市、郊區與森林的汙染、季候變遷、棲息地喪失等不同的影響。
康乃爾鳥類學實驗室的公民科學項目在每一季都有，包含的項目有餵食者觀察（FeederWatch）、觀巢（NestWatch）、歌頌城市鳥（Celebrate Urban Birds）、森林景觀的鳥類（Birds in Forested Landscapes）、CamClickr，還有兩個項目與奧杜邦學會合作：eBird和北美數鳥活動（GBBC）和全球數鳥活動。康乃爾鳥類學實驗室擁有很多監控攝影機用來觀察春天鳥類築巢的情況。

## 教育資源
康乃爾鳥類學實驗室有很多種方式讓人們更加地了解鳥類，並設有大學和中小學生等不同水平的課程專案，也有為期五周的線上課程。實驗室管理《北美鳥類》的網頁版，其中包括音頻和影片等資源，以及曾獲得威比獎的All About Birds網站等，該網站有數百種北美鳥類的照片、聲音和影片以及關於鳥類研究的最新文章。。

## 研究
康乃爾鳥類學實驗室的科學家、學生和遊客進行許多保護及行為生態學、演化生物學、信息系統和群體遺傳學等研究，實驗室的工程師開發用於研究鳥類和動物交流以及運動模式的硬體和軟體。在演化生物學研究室研究人員正在從活鳥或標本中提取DNA，用以研究物種之間的演化關係。
除了數種研究和論文發表外，實驗室的保護科學部門了製作了土地管理者指南，用來保護逐漸減少的猩紅比藍雀、黃褐森鶇和其他森林鳥類。。實驗室與飛行夥伴合作，並製定首個保護數量劇減的北美洲鳥類計畫。在2009年3月也與多位夥伴合夥發表了第一份鳥類狀況的報告。
2004年至2009年由美國魚類及野生動物管理局引導，康乃爾鳥類學實驗室主導尋找可能已滅絕，但未被證實的象牙喙啄木鳥
實驗室另一項進行中的計畫是與企業、政府部門與非政府組織合作研究風力發電設施對鳥類和蝙蝠的影響。

## 生物聲學

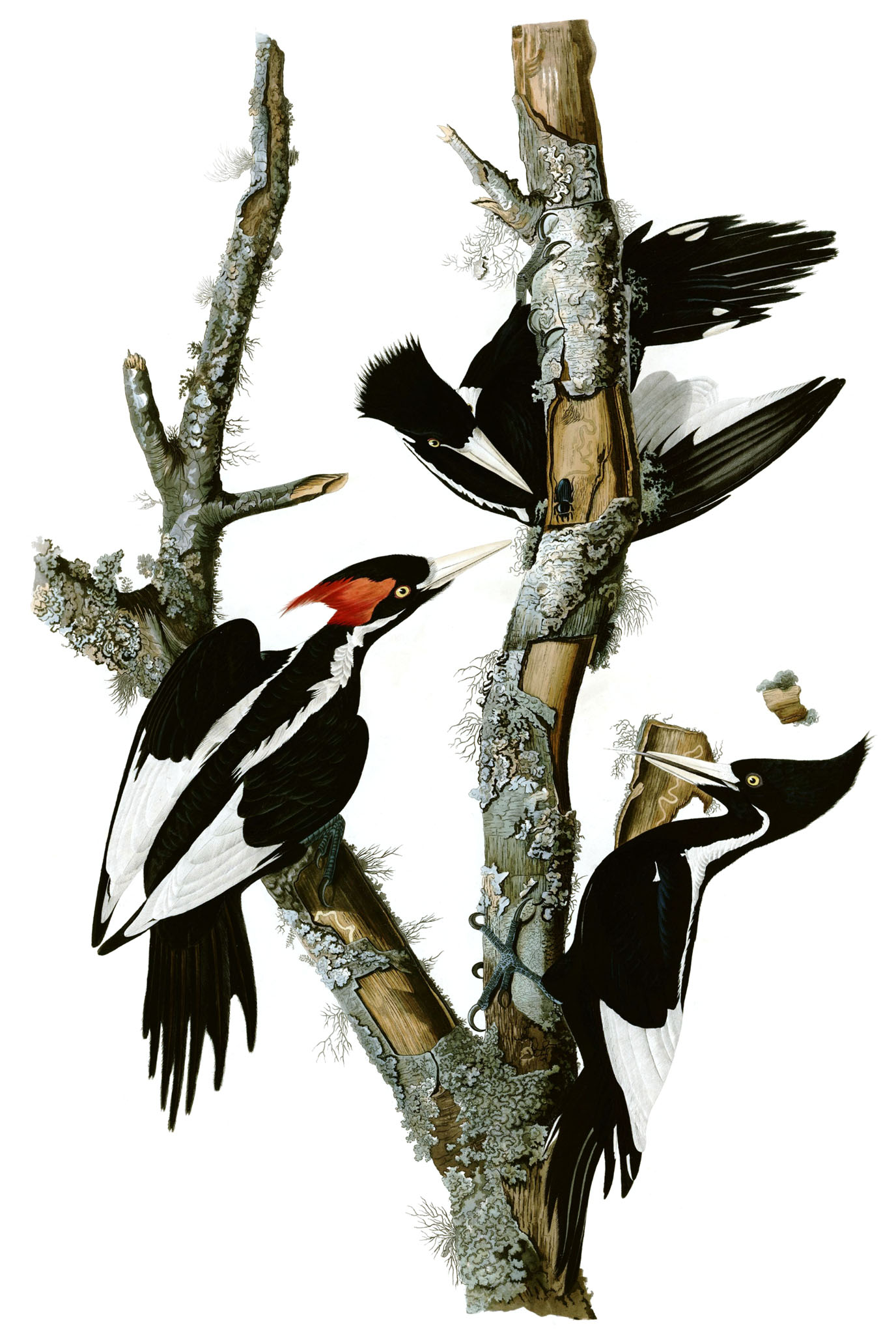
約翰·詹姆斯·奧杜邦 (John James Audubon) 繪製的《美洲鳥類》第 66 版的編輯版，描繪了象牙嘴啄木鳥。 手工彩色雕刻。

康乃爾鳥類學實驗室的生物聲學研究計劃（BRP）在世界各地裝置了遠端紀錄設備。這些自動記錄單元 （ARUs）由硬碟、外殼和麥克風列陣組成，ARUs可以安裝在森林或海底 ，ARUs已經被使用在研究非洲大象的聽力計畫、研究鯨魚和尋找象牙喙啄木鳥。
生物聲學研究計劃還開發了名為Raven和Raven Lite的聲音分析軟件程式。工程師正研究可編程無線電代碼，以便在更長的時間追蹤鳥類和其他動物遷徙。

## 康乃爾大學脊椎動物博物館
康乃爾大學脊椎動物博物館也建設在這裡，擁有123萬個魚類、4萬4千個兩棲類和爬蟲類、4萬5千個鳥類、3千2百個蛋和1萬5千個哺乳動物的標本，其中一些已經滅絕了，科學家和學生可以使用這邊的收藏做研究。

## 外部連結
- Cornell Lab of Ornithology （页面存档备份，存于）
- Cornell Lab of Ornithology on Google Cultural Institute （页面存档备份，存于）
- All About Birds: Online Bird Guide （页面存档备份，存于）
- Ivory-billed woodpecker （页面存档备份，存于）
- Macaulay Library is the world's largest collection of animal sounds and associated video.

42°28′48″N 76°27′04″W / 42.4800°N 76.4511°W